# 68è Festival Internacional de Cinema de Berlín
El 68è Festival Internacional de Cinema de Berlín va tenir lloc entre el 15 i el 25 de febrer de 2018. El director alemany Tom Tykwer va exercir com a president del jurat.
El festival va obrir amb la pel·lícula animada Isle of Dogs, dirigida per l'estatunidenc Wes Anderson, i va esdevenir la primer pel·lícula animada en obrir el festival. La pel·lícula romanesa Nu mă atinge-mă dirigida per Adina Pintilie va guanyar l'Os d'Or, i també va ser la pel·lícula que va clausurar el festival.

## Jurat

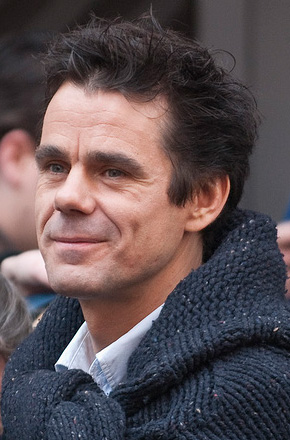
Tom Tykwer, president del jurat

### Main Competition
El jurat de la secció Competició Berlinale va estar format per:
- Tom Tykwer (President), director de cinema alemany[6]
- Cécile de France, actriu belga
- Chema Prado, fotògraf espanyol
- Adele Romanski, productor estatunidenc
- Ryuichi Sakamoto, compositor japonès
- Stephanie Zacharek, crític estatunidenc

### Millor primera pel·lícula
- Jonas Carpignano, realitzador italià
- Călin Peter Netzer, director romanès
- Noa Regev, directora de la Mediateca de Jerusalem

### Curtmetratges
- Diogo Costa Amarante, director portuguès
- Jyoti Mistry, cineasta sud-africà
- Mark Toscano, conservador i presentador estatunidenc

### Millor documental
- Cíntia Gil, co-directors de Doclisboa
- Ulrike Ottinger, director i fotògraf alemany
- Eric Schlosser, director i periodista estatunidenc

## En competició
Les següents pel·lícules van competir per l'Os d'Or i per l'Os de Plata:
| Títol                                      | Director(s)                   | País                                                 |
| ------------------------------------------ | ----------------------------- | ---------------------------------------------------- |
| 3 Tage in Quiberon                         | Emily Atef                    | Alemanya, Àustria, França                            |
| Damsel                                     | David Zellner, Nathan Zellner | Estats Units                                         |
| Don't Worry, He Won't Get Far on Foot      | Gus Van Sant                  | Estats Units                                         |
| Figlia mia                                 | Laura Bispuri                 | Itàlia, Alemanya, Suïssa                             |
| Dovlatov (Довлатов)                        | Aleksei Alekseivich German    | Rússia, Polònia, Sèrbia                              |
| Eva                                        | Benoît Jacquot                | França                                               |
| Las herederas                              | Marcelo Martinessi            | Paraguai, Alemanya, Uruguai, Noruega, Brasil, França |
| In den Gängen                              | Thomas Stuber                 | Alemanya                                             |
| Isle of Dogs                               | Wes Anderson                  | Estats Units                                         |
| Mein Bruder heißt Robert und ist ein Idiot | Philip Gröning                | Alemanya, França                                     |
| Twarz                                      | Małgorzata Szumowska          | Polònia                                              |
| Museo                                      | Alonso Ruizpalacios           | Mèxic                                                |
| Khook (خوک)                                | Mani Haghighi                 | Iran                                                 |
| La prière                                  | Cédric Kahn                   | França                                               |
| Toppen av ingenting                        | Måns Månsson                  | Suècia, Regne Unit                                   |
| Ang panahon ng halimaw                     | Lav Diaz                      | Filipines                                            |
| Nu mă atinge-mă                            | Adina Pintilie                | Romania, Alemanya, Txèquia, Bulgària, França         |
| Transit                                    | Christian Petzold             | Alemanya, França                                     |
| Utøya, 22 de Juliol                        | Erik Poppe                    | Noruega                                              |

## Fora de competició
Les següents pel·lícules foren seleccionades per ser projectades fora de competició:
| Títol             | Director(s)       | País                       |
| ----------------- | ----------------- | -------------------------- |
| 7 Days in Entebbe | José Padilha      | Estats Units, Regne Unit   |
| Ága               | Milko Lazarov     | Bulgària, Alemanya, França |
| Black 47          | Lance Daly        | Irlanda, Luxemburg         |
| Eldorado          | Markus Imhoof     | Suïssa, Alemanya           |
| Unsane            | Steven Soderbergh | Estats Units               |

## Panorama
Les següents pel·lícules foren seleccionades per la secció Panorama:
| Títol                                                            | Director(s)                            | País                                        |
| ---------------------------------------------------------------- | -------------------------------------- | ------------------------------------------- |
| L'Animale                                                        | Katharina Mückstein                    | Àustria                                     |
| La terra dell'abbastanza                                         | Damiano D'Innocenzo, Fabio D'Innocenzo | Itàlia                                      |
| Yochō: Sanpo suru shinryakusha (予兆 散歩する侵略者)             | Kiyoshi Kurosawa                       | Japó                                        |
| Garbage                                                          | Qaushiq Mukherjee                      | Índia                                       |
| Genezis                                                          | Árpád Bogdán                           | Hongria                                     |
| Rou qing shi                                                     | Yang Mingming                          | R.P. de la Xina                             |
| Tinta bruta                                                      | Marcio Reolon, Filipe Matzembacher     | Brasil                                      |
| Horizonti                                                        | Tinatin Kajrishvili                    | Geòrgia, Suècia                             |
| Inkan, gongkan, sikan grigo inkan (인간, 공간, 시간 그리고 인간) | Kim Ki-duk                             | Corea del Sud                               |
| Hojoom (هجوم)                                                    | Shahram Mokri                          | Iran                                        |
| Jibril                                                           | Henrika Kull                           | Alemanya                                    |
| Land                                                             | Babak Jalali                           | Itàlia, França, Països Baixos, Mèxic, Qatar |
| Luna de miere                                                    | Ioana Uricaru                          | Romania                                     |
| Malambo, el hombre bueno                                         | Santiago Loza                          | Argentina                                   |
| Marilyn                                                          | Martín Rodríguez Redondo               | Argentina, Xile                             |
| La omisión                                                       | Sebastián Schjaer                      | Argentina, Països Baixos, Suïssa            |
| Mes provinciales                                                 | Jean Paul Civeyrac                     | França                                      |
| Profile                                                          | Timur Bekmambetov                      | Estats Units, Regne Unit, Xipre, Rússia     |
| River's Edge                                                     | Isao Yukisada                          | Japó                                        |
| Ondes de choc – Journal de ma tête                               | Ursula Meier                           | Suïssa                                      |
| Ondes de choc – Prénom: Mathieu                                  | Lionel Baier                           | Suïssa                                      |
| Styx                                                             | Wolfgang Fischer                       | Alemanya, Àustria                           |
| La enfermedad del domingo                                        | Ramón Salazar                          | Espanya                                     |
| Trinta lumes                                                     | Diana Toucedo                          | Espanya                                     |
| Koly padayut dereva                                              | Maríssia Nikitiuk                      | Ucraïna, Polònia, Macedònia del Nord        |
| Xiao Mei                                                         | Maren Hwang                            | Taiwan                                      |
| Yardie                                                           | Idris Elba                             | Regne Unit                                  |

### Panorama Dokumente
Les següents pel·lícules foren seleccionades per la secció Panorama Dokumente:
| Títol                      | Director(s)                                 | País                                                     |
| -------------------------- | ------------------------------------------- | -------------------------------------------------------- |
| Zentralflughafen THF       | Karim Aïnouz                                | Alemanya, Brasil, França                                 |
| Ex Pajé                    | Luiz Bolognesi                              | Brasil                                                   |
| Familienleben              | Rosa Hannah Ziegler                         | Alemanya                                                 |
| Game Girls                 | Alina Skrzeszewska                          | França, Alemanya                                         |
| Generation Wealth          | Lauren Greenfield                           | Estats Units                                             |
| Hotel Jugoslavija          | Nicolas Wagnières                           | Suïssa                                                   |
| Je vois rouge              | Claudia Priscilla, Bojina Panayotova        | França, Bulgària                                         |
| Kinshasa Makambo           | Dieudo Hamadi, Bojina Panayotova            | R.D. del Congo, França, Suïssa, Alemanya, Qatar, Noruega |
| Matangi/Maya/M.I.A.        | Steve Loveridge                             | Estats Units, Regne Unit, Sri Lanka                      |
| Obscuro Barroco            | Evangelia Kranioti                          | França, Grècia                                           |
| Partisan                   | Lutz Pehnert, Matthias Ehlert, Adama Ulrich | Alemanya                                                 |
| Shakedown                  | Leilah Weinraub                             | Estats Units                                             |
| Shut Up and Play the Piano | Philipp Jedicke                             | Alemanya, França, Regne Unit                             |
| El silencio de otros       | Almudena Carracedo, Robert Bahar            | Estats Units, Espanya                                    |
| The Silk and the Flame     | Jordan Schiele                              | Estats Units                                             |
| That Summer                | Göran Hugo Olsson                           | Suècia, Dinamarca, Estats Units                          |
| Bixa Travesty              | Claudia Priscilla, Kiko Goifman             | Brasil                                                   |
| O processo                 | Maria Ramos                                 | Brasil, Alemanya, Països Baixos                          |
| Al Gami'ya                 | Reem Saleh                                  | Líban, Egipte, Grècia, Qatar, Eslovènia                  |
| Až přijde válka            | Jan Gebert                                  | Txèquia, Croàcia                                         |

## Premis

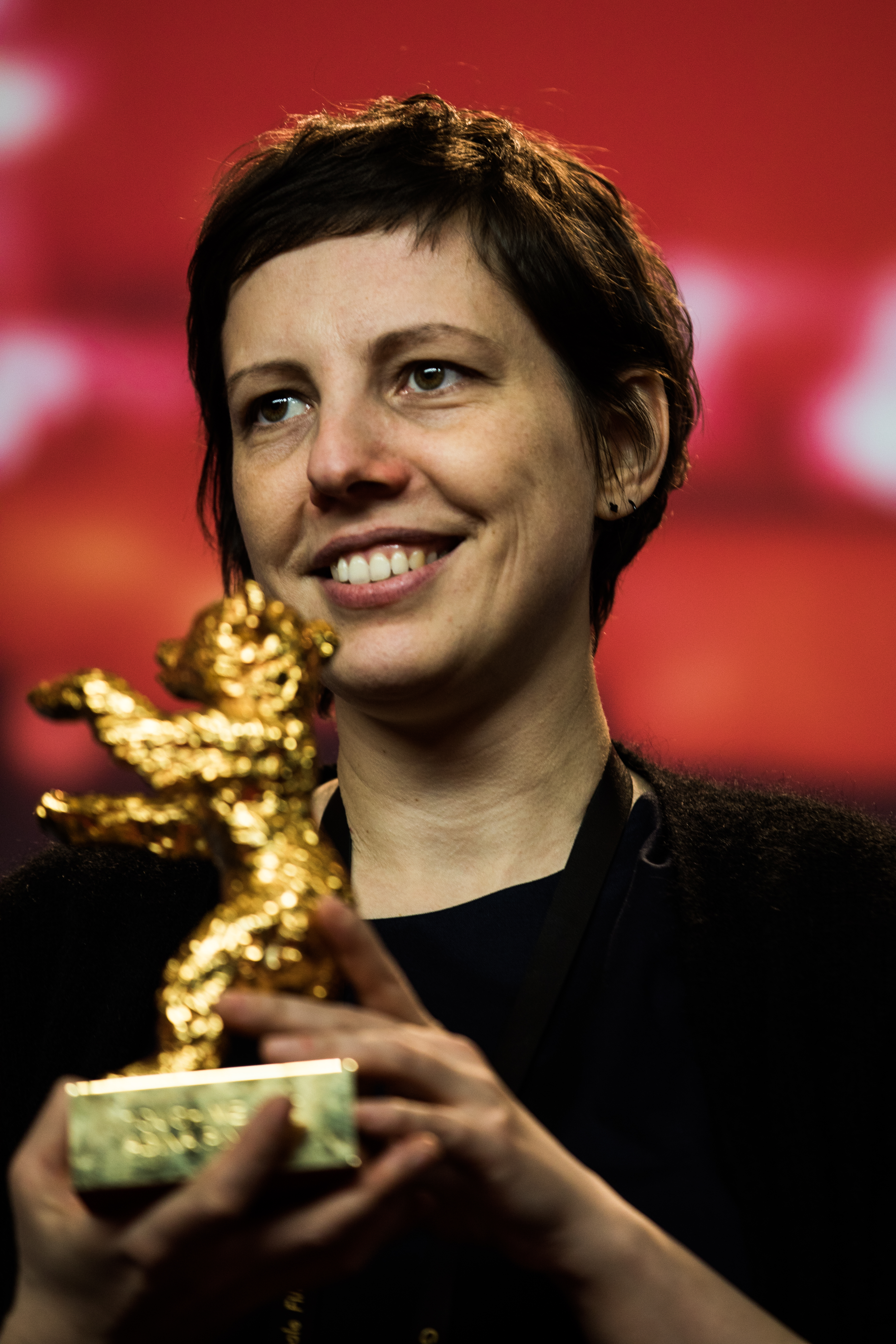
Adina Pintilie amb l'Os d'Or a Berlinale 2018.

El jurat va atorgar els següents premis:
- Os d'Or – Nu mă atinge-mă d'Adina Pintilie
- Premi Especial del Jurat (Os de Plata) – Twarz de Małgorzata Szumowska
- Alfred Bauer Prize (Os de Plata) – Las herederas de Marcelo Martinessi
- Millor director – Wes Anderson per Isle of Dogs
- Millor actriu – Ana Brun per Las herederas
- Millor actor – Anthony Bajon per La prière
- Os de Plata al millor guió – Alonso Ruizpalacios i Manuel Alcalá per Museo
- Os de Plata a la millor contribució artística – Elena Okopnaya per vestuari i producció de disseny a Dovlatov
- Os d'Or al millor Curtmetratge – The Men Behind the Wall de Ines Moldavsky
- Premi del Jurat Ecumènic – In den Gängen de Thomas Stuber[15]
- Premi GWFF a la millor primera pel·lícula (50.000 €) - Nu mă atinge-mă de Adina Pintilie

- Os de Cristall al millor curtmetratge, Generation KPlus Section - A Field Guide to Being a 12-Year-Old Girl de Tilda Cobham-Hervey.[16]